# Donna Taggart
Donna Taggart (Clanabogan, 24 de agosto de 1985) es una cantante y música de música celta de Irlanda del Norte. Es principalmente conocida por su canción de 2016 «Jealous of the Angels».
Nacida en Clanabogan y educada en la Universidad de Liverpool, fue muy tímida cuando creció y pasó muchos años trabajando con niños con desafíos adicionales. Actuó por primera vez a los 22 años en el funeral de la hermana de su mejor amiga; su álbum debut, Celtic Lady Vol. 1, llamó la atención después de ser interpretado por Gerry Anderson. En 2016, su versión de «Jealous of the Angels» de Jenn Bostic se volvió viral en Facebook, lo que impulsó su segundo álbum Celtic Lady Vol. 2 para encabezar la lista de álbumes mundiales de Billboard e ingresar al Scottish Albums Chart en el puesto número 97. En 2019, la canción volvió a ingresar a las listas, alcanzando el puesto número 85 en la lista de descargas de sencillos del Reino Unido después de ser referenciada en el concurso de cocina Great British Menu. Al año siguiente, Taggart y otras celebridades irlandesas filmaron videos para su antiguo empleador, Western Health and Social Care Trust, alentando a los espectadores a quedarse en casa. Está casada con Colm McGaughey, quien dirigió el Augher St Macartan's GAC, y tiene tres hijos sobrevivientes.

## Biografía

### Primeros años yCeltic Lady
Taggart nació el 24 de agosto de 1985 en Clanabogan, y es la mayor de cinco niñas. Sus padres eran cantantes; su padre, Mark Taggart, también era comerciante y constructor. Para pagar sus estudios universitarios, trabajó como limpiadora en el Hospital del Condado de Omagh, donde conoció a Colm McGaughey, futuro gerente del GAC de Augher St Macartan, quien en ese momento trabajaba en el hospital en el área de informática;  se casaron en 2011. Taggart posteriormente asistió a la Universidad de Liverpool, donde estudió educación infantil. Después de graduarse, pasó cinco años trabajando con niños que habían sufrido violencia doméstica antes de convertirse en coordinadora de servicios de un refugio en Omagh. También trabajó en el Servicio Ejecutivo de Salud en su equipo de autismo infantil, donde se especializó en apoyo conductual e intervención directa con niños y familias.
La primera actuación pública en solitario de Taggart fue a los 22 años, ya que había sido muy tímida durante su infancia, y estuvo en el funeral de la hermana de su mejor amiga, que había estado involucrada en un accidente de autobús en España y había muerto de una trombosis después de regresar a casa; su actuación consistió en varios himnos. Lanzó su álbum debut, Celtic Lady Vol. 1, en 2011; el álbum atrajo la atención después de ser reproducido por el presentador de BBC Radio Ulster Gerry Anderson, y contenía el sencillo «Bright Blue Rose» y una versión de «The Town I Loved So Well» de Phil Coulter. También lanzó el álbum Celtic Lady Vol. 2 en 2013, que promocionó en programas de televisión irlandeses. En el Día de la Madre de 2015, Taggart lanzó el sencillo «Mom», que se ubicó en el puesto número 1 en la lista de canciones easy listening de iTunes del Reino Unido e Irlanda.

### «Jealous of the Angels»
En 2014, Taggart estaba en una tienda de Omagh cuando escuchó los primeros compases de «Jealous of the Angels» de Jenn Bostic y se detuvo en seco para escucharla; al encontrarle algo especial, se la tocó a su marido cuando regresó, quien la animó a hacer una versión de la canción porque le sentaba bien con su voz. Bostic había escrito la canción previamente después de la muerte de su padre mientras la llevaba a la escuela. La versión de Taggart finalmente se lanzó en agosto de 2016, mientras Taggart estaba de baja por maternidad, como doble lado A con una versión de «Guiding Light» de Foy Vance. Se lanzó un video musical de la canción en YouTube, pero luego se volvió viral después de ser subido a Facebook el 9 de agosto de 2016. Al mes siguiente, el éxito de la canción provocó que Celtic Lady Vol. 2 para encabezar la lista Billboard World Albums y ubicarse en el puesto n.° 97 en la lista Scottish Albums Chart. En febrero de 2017, el vídeo tenía 80 000 000 de visitas en Facebook; Taggart luego utilizó un artículo de la BBC de diciembre de 2016 para atribuir el éxito de la canción a su tema universal. Más tarde interpretó la canción con Bostic en el National Concert Hall en febrero de 2017, y posteriormente fue invitada a interpretar la canción en el Día de Conmemoración de los Agentes de Paz de ese año, aunque un evento familiar impidió su aparición.
El 9 de mayo de 2019, el chef Alex Greene apareció como concursante en el Great British Menu de ese año, un concurso de cocina británico cuyo premio de ese año era cocinar en un banquete que celebraba la música del Reino Unido. Preparó su plato principal con una referencia temática a «Jealous of the Angels», que había escuchado en el coche al volver de visitar a su hermano recientemente fallecido en el hospital y que sonó en el programa. Pasó a la final de esa semana, transmitida al día siguiente, pero no logró llegar a la final. La semana siguiente, la canción llegó al puesto número 85 en la lista de descargas de sencillos del Reino Unido. En diciembre de 2020, Belfast Live informó que Taggart, Jamie-Lee O'Donnell, Cathal McShane y Tommy Bowe habían filmado mensajes de video para Western Health and Social Care Trust (para quien Taggart había trabajado anteriormente como coordinador de servicios infantiles) como parte de la campaña de redes sociales del Departamento de Salud «Fight Back NI» contra la pandemia de COVID-19 en Irlanda del Norte, que tenía como objetivo «reforzar el mensaje al público de Irlanda del Norte de que deben quedarse en casa, lavarse las manos con frecuencia y mantener la distancia».

## Influencias musicales y vida personal
James Christopher Monger de AllMusic escribió que Taggart ofrecía «interpretaciones reconfortantes de baladas celtas clásicas y canciones country-folk». En una entrevista de noviembre de 2016 con el Irish Examiner, Taggart citó a Mary Black, Eva Cassidy y Alison Krauss como influencias. Taggart y McGaughey tienen una hija nacida en noviembre de 2013, un hijo nacido a finales de 2015, y otro hijo nacido en enero de 2019. Taggart iba a tener otro hijo, que debía nacer en diciembre de 2014, pero sufrió un aborto espontáneo el agosto anterior, y Taggart aprovechó una entrevista con el Belfast Telegraph en febrero de 2017 para atribuirle su fe y una historia de aborto espontáneo en Coronation Street que involucraba a Steve y Michelle McDonald por ayudarla a superar este período.